# Saul Greco
Saul Greco (Catanzaro, 6 dicembre 1910 – Esfahan, dicembre 1971) è stato un architetto italiano.

## Biografia
Si laurea in architettura a Napoli nel 1938. Durante la seconda guerra mondiale presta servizio nel Genio pontieri e nel Genio Ferrovieri. Di famiglia antifascista, il fratello Mario è fucilato nel 1944 dai fascisti, aspetta la liberazione per entrare nell'università di Napoli dove diventa assistente di ruolo del Prof.Marcello Canino presso la Cattedra di Elementi d'architettura ove resta ad insegnare fino al 1964. Dopo aver ottenuto la Libera docenza in Architettura e Composizione architettonica e in Caratteri distributivi (1958) viene chiamato a Roma dal Professore Pasquale Carbonara. Nel 1958 vince il concorso per professore di Architettura Tecnica presso la facoltà d'ingegneria di Bari. Contemporaneamente è professore incaricato di Impianti Tecnici a Roma.
Diventa professore ordinario nel 1961 ottenendo la Cattedra di Elementi Costruttivi alla facoltà di Architettura di Roma dirigendo l'omonimo istituto.
Viene nominato direttore della Biblioteca centrale che trasforma profondamente da polveroso deposito di libri in moderna struttura informativa per studenti e professori.
Nel 1967 è eletto preside della Facoltà, e riesce, in quegli anni turbolenti, a trasformare una facoltà ancora ferma alle architetture fasciste di Marcello Piacentini e Vincenzo Fasolo. Per fare questa trasformazione, chiama professori come Ludovico Quaroni, Luigi Piccinato, Bruno Zevi e Leonardo Benevolo, ed organizza una serie di aperture al mondo esterno che vanno dal conferimento della laurea honoris causa ad Hans Scharoun e Richard Neutra ad inviti a Louis Kahn.
Nominato prorettore nel 1970 organizza diverse missioni culturali all'estero. Alla fine del 1971 in una di queste missioni, fatta in Iran assieme a Ludovico Quaroni e Leonardo Benevolo, muore precipitando dalla cupola della moschea del Venerdì.

## Opere principali
- 1948 Concorso per la progettazione della Stazione Termini di Roma (secondo premio)
- 1953 Teatro comunale a Catanzaro
- 1955 Sede ANAS a Catanzaro
- 1955 Ospedale civile di Catanzaro
- 1956 Palazzo dell'Amministrazione Provinciale Catanzaro
- 1959 Complesso Galleria Mancuso a Catanzaro
- 1960 Quartiere C.E.E.P. Reggio Calabria
- 1961 Palazzo di Giustizia Nicastro (CZ)
- 1962 Palazzo ENEL a Catanzaro
- 1965 Facoltà di scienze Messina
- 1965 Museo delle bandiere al Vittoriano Roma
- 1967 Banca d'Italia a Catanzaro